# Яна Касьян
Яна Касьян (27 січня 1986 – 26 травня 2016) була українкою, колишнім Прокурор, яку катував і вбив її наречений, Блейк Лейбел.
Касьян народилася в Київ, де вона вивчала право і працювала прокурором в Державна фіскальна служба України. У 2014 році вона емігрувала до США і працювала моделлю в Каліфорнії. 3 травня 2016 року вона народила доньку Діану.

## Вбивство
Після раптового розриву з дружиною Амандою Браун у 2015 році він заручився з Яною, яка від нього народила дитину. Невдовзі 24 травня 2016 року Ольга Касьян пішла шукати Яну, не змогла зв’язатися з нею, навіть зробивши більше десяти дзвінків. Напередодні Яна Касьян ходила за колясками для дитини. Це був останній раз, коли Ольга бачила дочку живою. Коли Ольга нарешті зацікавила поліцію, двоє офіцерів LASD спробували провести обшук у квартирі вбивці. Піздніше Ольга зайшла до квартири сама і стала навпроти, кричачи Лейбелю, щоб той відчинив двері. Вона свідчила, що «бачила, як він підійшов до вікна, а потім зачинив його і зник усередині». Яну вбили через вісім годин, він забарикадувався у своїй квартирі Західний Голлівуд, поліція виявила тіло Касіан на ліжку в спальні, поряд з Блейком. Прокурори заявили, що є ознаки того, що він лежав біля тіла Яни, яке було знекровленим, деякий час до прибуття поліції. Інші деталі показали, що Лейбел замовив доставку їжі від Postmates, коли його дружина помирала, і вимагав залишити замовлення за дверима.
Звіт про розтин був опублікований 20 вересня 2017 року, в якому серед причин смерті Касіян вказано знекровлення і травма голови.
Цивільний позов, поданий матір’ю жертви, Ольгою Касьян, містив стенограми показань коронер округу Лос-Анджелес доктора Джеймса Ріба, в яких говорилося:
"Весь скальп Касьян був травматично відсутній і не був знайдений, не був присутній разом з тілом. Її череп був оголений до поверхні кістки... Скальпу не було, за винятком маленьких шматочків на спині шиї... частини правого боку її обличчя були відірвані, включаючи праве вухо та частину задньої частини обличчя з (правого) боку, аж до лінії щелепи... було досить багато синці та садна на обличчі, переважно на лівому боці, лівій щоці та в області лівої щелепи, ряд синців та садна, в тому числі один, який виявився слідом від укусу людини... вона прожила щонайменше вісім приблизно через години після отримання поранення в скальп і забій ключиці... Я ніколи раніше не бачив цього. І я сумніваюся, що навряд чи хтось із судмедекспертів у цій країні чи за кордоном навіть бачив це поза, можливо, військовим часом... Тож це надзвичайно рідко..."— Dr. Джеймс Ріб
20 червня 2018 року Лейбела було визнано винним у вбивстві першого ступеня, катуваннях і тяжкому каліцтві. Увімкнено 26 червня 2018 року його засудили до довічного ув'язнення без права на дострокове звільнення.

## Зовнішні посилання
- subject-to/news-story/5b48441012c21473c818dc56d1cf05fe Вулф, Наталі News.com.au: "Жахлива історія Голлівуди Яни Касьян.